# Jack Ahearn
Jack Jerome Ahearn (Sydney, 8 oktober 1924 - Ballina, 10 april 2017) was een Australisch motorcoureur. Zijn beste seizoen was dat van 1964, toen hij de Grand Prix van Finland won en achter Mike Hailwood tweede werd in het wereldkampioenschap 500 cc.
Op 16 januari 2001 ontving hij de Australian Sports Medal voor zijn prestaties. Ahearn overleed op 10 april 2017 in Ballina. Jack Ahearn werd geboren in Sidney, vlak bij Bondi Beach, maar verhuisde al jong met zijn ouders naar Lithgow in New South Wales. Hoewel hij een opleiding als timmerman volgde, was hij al op jonge leeftijd professioneel motorcoureur.

## Carrière
Door het uitbreken van de Tweede Wereldoorlog moest hij zijn racecarrière onderbreken, maar meteen na de oorlog ging hij weer racen met een 350cc-Triumph. Daarmee nam hij niet alleen aan wegraces deel, maar ook aan "scrambles" (crosswedstrijden) en shorttrackraces. Hij begreep dat hij voor de wegraces een snelle motorfiets nodig had, want hij wilde zich kwalificeren voor het Australische team dat naar de Isle of Man TT zou worden uitgezonden. Aan een crash op het circuit van Bathurst hield hij een gebroken pols over. Hij moest rust nemen en kon sparen voor een nieuwe Norton Manx.
In 1954 werd hij toegevoegd aan het Australische team voor de TT van Man. Hij eindigde in de Senior TT als negende en was daarmee de snelste van de drie Australiërs. In het seizoen 1955 scoorde Ahearn zijn eerste WK-punt in de Grand Prix van Duitsland, maar hij kwam - zoals vele anderen - in conflict met de organisatie van de TT van Assen, die de privérijders veel te lage startgelden betaalde. Zij werden vertegenwoordigd door enkele fabrieksrijders, zoals Geoff Duke en Reg Armstrong. In de 350cc-race waren de privérijders uit protest al na één ronde het rennerskwartier ingereden. De organisatie ging voor de 500cc-race weliswaar in op de eisen van de rijders, maar bracht bij de FIM rapport uit over het gebeurde. Die trok daarop voor de helft van het seizoen 1956 de licenties van veertien coureurs in, waaronder het complete team van Gilera (Alfredo Milani, Giuseppe Colnago, Geoff Duke en Reg Armstrong) én Jack Ahearn.
Het onderbrak zijn WK-carrière voor de duur van twee jaar. Het had geen zin om voor een half seizoen naar Europa te reizen en ook in het seizoen 1957 bleef Ahearn in Australië, werkend als taxichauffeur en ondertussen toch deelnemend aan nationale races. In het seizoen 1958 vertrok hij met zijn vrouw Betty naar Groot-Brittannië om weer aan WK-races en internationale races te gaan deelnemen. Het werd een teleurstellend seizoen en de familie verhuisde weer terug naar Australië. Jack was intussen 34 jaar oud en moest zich bezinnen over zijn toekomst. Jarenlang racete hij alleen in Australië.
In het seizoen 1962 kreeg hij echter weer de kans om Australië in de TT van Man te vertegenwoordigen, maar hij werd slechts twaalfde in de Junior TT.
In het seizoen 1964 kreeg hij van Suzuki het aanbod om de 250cc-viercilinder RZ 64-fabrieksracer in te zetten tijdens de Lightweight TT. Hij kwam echter ten val en werd met een hoofdwond opgenomen in Nobels Hospital in Douglas. Hij ontsloeg zichzelf uit het ziekenhuis, want hij had het startgeld van de Junior TT en de Senior TT nodig. Toch werd 1964 zijn beste seizoen. Met zijn privé-Norton 30M werd hij vierde in de TT van Assen en de Grand Prix van België, tweede in de Grand Prix van Duitsland, zesde in de Grand Prix van de DDR, derde in de Ulster Grand Prix en de GP des Nations en hij won de Finse Grand Prix. Daarmee eindigde hij als tweede in het wereldkampioenschap 500cc achter Mike Hailwood. Dit zou het beste resultaat voor een Australische coureur blijven, tot Wayne Gardner in 1987 wereldkampioen werd.
Na het seizoen 1966 trok Ahearn zich met Betty terug in Australië, maar hij bleef daar nog deelnemen aan verschillende races, tot hij in 1974 een flinke crash meemaakte tijdens de 6-uursrace van Amaroo Park met een Norton Commando.
Jack Ahearn, een verstokt roker, overleed in 2017 in een verzorgingstehuis in zijn Ballina op 92-jarige leeftijd.

## Wereldkampioenschap wegrace resultaten

### Puntentelling
|         | 1e | 2e | 3e | 4e | 5e | 6e |
| ------- | -- | -- | -- | -- | -- | -- |
| Punten: | 8  | 6  | 4  | 3  | 2  | 1  |

| Jaar | Klasse | Team   | Motorfiets      | 1      | 2      | 3      | 4      | 5      | 6     | 7     | 8     | 9      | 10    | 11    | 12    | Punten | Plaats | Overwinningen |
| ---- | ------ | ------ | --------------- | ------ | ------ | ------ | ------ | ------ | ----- | ----- | ----- | ------ | ----- | ----- | ----- | ------ | ------ | ------------- |
| 1954 | 350 cc | Privé  | Norton 40M Manx | FRA -  | IOM NC | ULS -  | BEL -  | NED -  | DUI - | ZWI - | NAT - | SPA -  |       |       |       | 0      | -      | 0             |
| 1954 | 500 cc | Privé  | Norton 30M Manx | FRA -  | IOM 9  | ULS -  | BEL -  | NED -  | DUI - | ZWI - | NAT - | SPA -  |       |       |       | 0      | -      | 0             |
| 1955 | 350 cc | Privé  | Norton 40M Manx |        | FRA -  | IOM 10 | DUI 10 | BEL 9  | NED - | ULS - | NAT - |        |       |       |       | 0      | -      | 0             |
| 1955 | 500 cc | Privé  | Norton 30M Manx | SPA -  | FRA -  | IOM NC | DUI 6  | BEL 7  | NED - | ULS - | NAT - |        |       |       |       | 1      | 26e    | 0             |
| 1958 | 350 cc | Privé  | AJS 7R          | IOM 17 | NED -  | BEL -  | DUI -  | ZWE -  | ULS - | NAT - |       |        |       |       |       | 0      | -      | 0             |
| 1958 | 500 cc | Privé  | Matchless G50   | IOM 29 | NED -  | BEL -  | DUI -  | ZWE -  | ULS - | NAT - |       |        |       |       |       | 0      | -      | 0             |
| 1962 | 350 cc | Privé  | Norton 40M Manx | IOM 12 | NED -  |        | ULS -  | DDR -  | NAT - | FIN - |       |        |       |       |       | 0      | -      | 0             |
| 1962 | 500 cc | Privé  | Norton 30M Manx | IOM NC | NED -  | BEL -  | ULS -  | DDR -  | NAT - | FIN - | ARG - |        |       |       |       | 0      | -      | 0             |
| 1963 | 125 cc | Privé  | Ducati          | SPA -  | DUI -  | FRA -  | IOM 21 | NED -  | BEL - | ULS - | DDR - | FIN -  | NAT - | ARG - | JAP - | 0      | -      | 0             |
| 1963 | 350 cc | Privé  | Norton 40M Manx |        | DUI -  |        | IOM 5  | NED 5  | BEL - | ULS - | DDR - | FIN -  | NAT - |       | JAP - | 4      | 11e    | 0             |
| 1963 | 500 cc | Privé  | Norton 30M Manx |        |        |        | IOM 9  | NED 4  | BEL 5 | ULS - | DDR - | FIN -  | NAT - | ARG - |       | 5      | 10e    | 1             |
| 1964 | Privé  | 125 cc | Honda CR 93     | USA -  | SPA -  | FRA 8  | IOM -  | NED -  |       | DUI - | DDR - | ULS -  | FIN - | NAT - | JAP - | 0      | -      | 0             |
| 1964 | 250 cc | Suzuki | Suzuki RZ 64    | USA -  | SPA -  | FRA -  | IOM NC | NED -  | BEL - | DUI - | DDR - | ULS -  |       | NAT - | JAP - | 0      | -      | 0             |
| 1964 | 350 cc | Privé  | Norton 40M Manx |        |        |        | IOM NC | NED -  |       | DUI - | DDR - | ULS -  | FIN - | NAT 6 | JAP - | 1      | 22e    | 0             |
| 1964 | 500 cc | Privé  | Norton 30M Manx | USA -  |        |        | IOM 14 | NED 4  | BEL 4 | DUI 2 | DDR 6 | ULS 3  | FIN 1 | NAT 3 | JAP - | 25     | 2e     | 1             |
| 1965 | 500 cc | Privé  | Norton 30M Manx | DUI -  | IOM 9  | NED 5  | BEL -  | DDR 4  | TSJ 3 | ULS - | FIN - | NAT -  | JAP - |       |       | 9      | 5e     | 0             |
| 1966 | 350 cc | Privé  | Norton 40M Manx | DUI -  | FRA -  | NED -  |        | DDR 6  | TSJ - | FIN 3 | ULS - | IOM 4  | NAT - | JAP - |       | 8      | 8e     | 0             |
| 1966 | 500 cc | Privé  | Norton 30M Manx | DUI -  |        | NED -  | BEL 3  | DDR 3  | TSJ 5 | FIN 4 | ULS - | IOM NC | NAT - |       |       | 13     | 6e     | 0             |
| 1974 | 350 cc | Privé  | Yamaha TZ 350 B | FRA -  | DUI -  | OOS -  | NAT -  | IOM 34 | NED - | ZWE - | FIN - | JOE -  | SPA - |       |       | 0      | -      | 0             |